# Arakanakere, Pandavapura
Arakanakere là một làng thuộc tehsil Pandavapura, huyện Mandya, bang Karnataka, Ấn Độ.